# Tres Santos Jerarcas

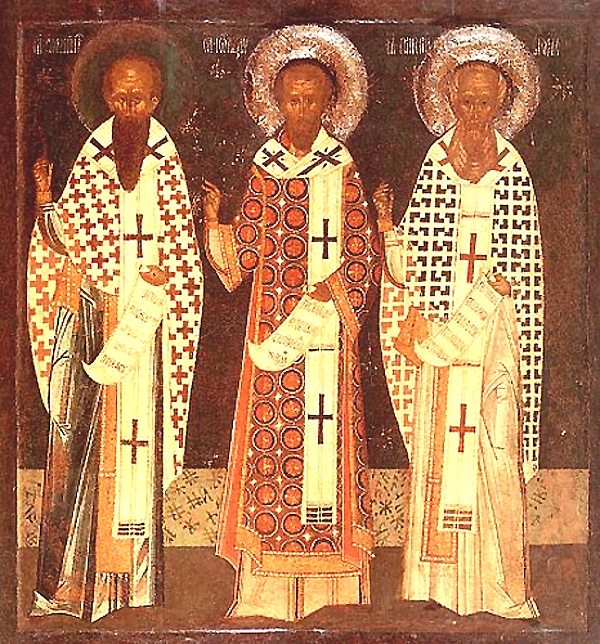
Icono de los Tres Santos Jerarcas.

Los Tres Santos Jerarcas (en griego antiguo, Οἱ Τρεῖς Ἱεράρχαι; en griego, Οι Τρείς Ιεράρχες) o Padres trisolares de la Iglesia Ortodoxa son Basilio el Grande (conocido como Basilio de Cesarea), Gregorio el Teólogo (conocido como Gregorio Nacianceno) y Juan Crisóstomo.
Fueron obispos muy influyentes de la iglesia primitiva que tuvieron un papel principal en la formación de la teología cristiana. En las iglesias orientales son conocidos igualmente como los tres grandes jerarcas y maestros ecuménicos, mientras que en el catolicismo los tres son honrados como Doctores de la Iglesia. Los tres son venerados como santos por la Iglesia ortodoxa, la Iglesia católica, la Iglesia anglicana y otras iglesias cristianas. 

## Día del Maestro en Grecia
En honor a los Tres Santos Jerarcas como educadores de la Iglesia Ortodoxa, en Grecia cada 30 de enero se conmemora el Día del Maestro.